# Endoptelus papuicolens
Endoptelus papuicolens är en mångfotingart som beskrevs av Chamberlin 1939. Endoptelus papuicolens ingår i släktet Endoptelus och familjen kamjordkrypare.
Artens utbredningsområde är Papua Nya Guinea. Inga underarter finns listade i Catalogue of Life.